# Grega Žemlja
Grega Žemlja (* 29. September 1986 in Jesenice) ist ein ehemaliger slowenischer Tennisspieler.

## Leben und Karriere

### Bis 2004: Werdegang und Juniorenkarriere
Grega Žemlja begann im Alter von sieben Jahren Tennis zu spielen. Seit 2001 war er auf der Juniorentour aktiv und konnte dort einige Turniere gewinnen und im Februar 2004 die Top 50 der Junioren-Weltrangliste erreichen.

### 2003–2007: Erste Jahre als Profi
Seit 2003 versuchte er zudem, sich für Turniere im Erwachsenenbereich zu qualifizieren. Im Juni 2004 konnte er als Qualifikant sein erstes Future-Turnier gewinnen und wurde daraufhin erstmals in der Tennisweltrangliste geführt. Im Jahr 2005 erreichte Žemlja insgesamt fünf Future-Finals, von denen er drei gewinnen konnte. Auch auf der ATP Challenger Tour konnte er erstmals Matches gewinnen. Zudem gab er im März 2005 sein Debüt für die slowenische Davis-Cup-Mannschaft. Nach glatten Siegen über die Elfenbeinküste und Lettland verpasste man jedoch im Entscheidungsspiel gegen Portugal den Einzug in die Europa/Afrika-Gruppe I. Žemlja beendete das Jahr 2005 auf Platz 329 der Weltrangliste.
Das Jahr 2006 verlief ähnlich wie das vorherige: Von vier erreichten Future-Finals konnte Grega Žemlja eines gewinnen, zudem erreichte er einmal das Viertelfinale eines Challenger-Turniers. Auch im Jahr 2007 ließ der große Erfolg weiter auf sich warten: Žemlja gewann einen Future-Titel, kam jedoch bei Challenger-Turnieren nie über das Viertelfinale hinaus. Bei den US Open 2007 stand er erstmals in der Qualifikation eines Grand-Slam-Turniers, scheiterte jedoch bereits in der ersten Runde dieser.

### 2008–2010: Erster Challenger-Titel und Grand-Slam-Debüt
Nach drei Future-Titeln in der ersten Jahreshälfte erreichte Grega Žemlja im Juni 2008 in Recanati erstmals ein Challenger-Finale, welches er jedoch gegen Horacio Zeballos verlor. Im November 2008 stand er in Cancún zum zweiten Mal in einem Challenger-Finale und sich gegen Martín Alund durchsetzen, um seinen ersten Titel zu gewinnen. Daraufhin stieg er erstmals in die Top 200 der Weltrangliste ein.
Im Januar 2009 scheiterte Žemlja bei den Australian Open in der dritten Qualifikationsrunde. Einen Monat später erreichte er in Burnie ein weiteres Challenger-Finale, verlor jedoch gegen Brydan Klein. Der nächste Saisonhöhepunkt folgte im Juni 2009 in Wimbledon, wo sich Žemlja in der dritten Qualifikationsrunde gegen Danai Udomchoke durchsetzte und damit erstmals für ein Grand-Slam-Turnier qualifizierte. Er schied jedoch bereits in der ersten Runde gegen den an Position 32 gesetzten Albert Montañés aus. Einen Monat später konnte er sich in Umag erneut für ein ATP-Turnier qualifizieren, verlor jedoch auch hier in der ersten Runde gegen Potito Starace. Im weiteren Jahresverlauf erreichte er in Ljubljana und Cancún zwei weitere Challenger-Finals, die er jedoch beide verlor.

### Ab 2010: Etablierung auf der Challenger Tour
Das Jahr 2010 begann für Grega Žemlja mit einer erfolgreichen Qualifikation bei den Australian Open, wo er jedoch gegen Benjamin Becker in der ersten Runde verlor. Nur eine Woche später folgte in Honolulu das nächste Challenger-Finale, in welchem er Michael Russell unterlag. Im Mai 2010 konnte sich Žemlja bei den French Open zum dritten Mal für ein Grand-Slam-Turnier qualifizieren, und diesmal gelang ihm gegen den an Position 26 gesetzten Juan Mónaco der erste Sieg. In der zweiten Runde schied er dann jedoch gegen den späteren Achtelfinalisten Teimuras Gabaschwili aus. Dennoch erreichte er in der folgenden Woche mit Rang 111 seine zunächst beste Platzierung in der Weltrangliste. Nachdem er in Wimbledon in der zweiten Qualifikationsrunde gescheitert war, konnte sich Žemlja in Washington wieder für ein ATP-Turnier qualifizieren. In der ersten Runde siegte er souverän über Benjamin Becker und revanchierte sich so für die Niederlage bei den Australian Open Anfang des Jahres. In der zweiten Runde schied er jedoch gegen den an Position 2 gesetzten Andy Roddick aus. Der nächste Saisonhöhepunkt war das Playoff-Match im Davis Cup gegen Litauen im September 2010. Grega Žemlja gewann beide Einzel und sicherte somit den 3:2-Sieg für Slowenien, welches damit zum ersten Mal seit 2001 wieder in die Europa/Afrika-Gruppe I aufstieg. Im Oktober 2010 schaffte Žemlja in Wien noch einmal die Qualifikation für ein ATP-Turnier. Er gewann sein Erstrundenmatch gegen Marsel İlhan, schied aber dann in drei Sätzen gegen den an Position 8 gesetzten Juan Ignacio Chela aus.
Anfang 2011 konnte sich Grega Žemlja wie schon im Vorjahr für die Australian Open qualifizieren. Dort kämpfte er sich in der ersten Runde gegen den an Position 21 gesetzten Marcos Baghdatis in einen fünften Satz, verlor jedoch letztlich gegen den Favoriten. Im Februar 2011 gewann Žemlja in Caloundra seinen zweiten Challenger-Titel. Im Finale setzte er sich in zwei Sätzen gegen Bernard Tomic durch. Nachdem er bei den French Open schon in der ersten Qualifikationsrunde ausgeschieden war, erreichte Grega Žemlja im Juni 2011 in Rijeka sein zweites Challenger-Finale in dieser Saison, welches es jedoch klar gegen Rui Machado verlor. In Wimbledon rückte er als Lucky Loser ins Hauptfeld nach und erreichte dann durch einen Sieg über Lukáš Lacko die zweite Runde. Gegen den an Position 9 gesetzten Gaël Monfils konnte er dort den ersten Satz gewinnen, verlor das Match jedoch am Ende in vier Sätzen.
Im Oktober 2012 erreichte er in Wien sein einziges Finale auf der World Tour, das er gegen Juan Martín del Potro mit 5:7 und 3:6 verlor. In derselben Saison gelangen ihm zudem Turniersiege auf der Challenger Tour in Nottingham, Anning und Peking, sowie im Jahr darauf in Portorož. Im August 2017 beendete er im Anschluss an die Zavarovalnica Sava Slovenia Open seine Karriere.

## Besonderheiten
Mit seiner Qualifikation zu den Wimbledon Championships 2009 wurde Grega Žemlja gemeinsam mit Luka Gregorc der erste Spieler aus Slowenien, der die Qualifikation für die Hauptrunde eines Grand-Slam-Turniers schaffte. Bei den French Open 2010 war er gemeinsam mit Blaž Kavčič, welcher parallel ebenfalls sein Erstrundenmatch gewann, der erste Slowene, der ein Grand-Slam-Match gewann.

## Erfolge
| Legende (Anzahl der Siege)  |
| Grand Slam                  |
| ATP World Tour Finals       |
| ATP World Tour Masters 1000 |
| ATP World Tour 500          |
| ATP World Tour 250          |
| ATP Challenger Tour (8)     |

### Einzel

#### Turniersiege
| Nr. | Datum             | Turnier    | Belag     | Finalgegner    | Ergebnis       |
| --- | ----------------- | ---------- | --------- | -------------- | -------------- |
| 1.  | 30. November 2008 | Cancún     | Sand      | Martín Alund   | 6:2, 6:1       |
| 2.  | 13. Februar 2011  | Caloundra  | Hartplatz | Bernard Tomic  | 7:64, 6:3      |
| 3.  | 17. Juni 2012     | Nottingham | Rasen     | Karol Beck     | 7:63, 4:6, 6:4 |
| 4.  | 22. Juli 2012     | Anning     | Sand      | Aljaž Bedene   | 1:6, 7:5, 6:3  |
| 5.  | 5. August 2012    | Peking     | Hartplatz | Wu Di          | 6:3, 6:0       |
| 6.  | 7. Juli 2013      | Portorož   | Hartplatz | Martin Fischer | 6:4, 7:5       |

#### Finalteilnahmen
| Nr. | Datum            | Turnier | Belag     | Finalgegner           | Ergebnis |
| --- | ---------------- | ------- | --------- | --------------------- | -------- |
| 1.  | 21. Oktober 2012 | Wien    | Hartplatz | Juan Martín del Potro | 5:7, 3:6 |

### Doppel

#### Turniersiege
| Nr. | Datum              | Turnier    | Belag     | Partner      | Finalgegner                        | Ergebnis            |
| --- | ------------------ | ---------- | --------- | ------------ | ---------------------------------- | ------------------- |
| 1.  | 19. September 2011 | Ljubljana  | Sand      | Aljaž Bedene | Roberto Bautista Agut Iván Navarro | 6:3, 6:710, [12:10] |
| 2.  | 11. Oktober 2015   | Sacramento | Hartplatz | Blaž Kavčič  | Daniel Brands Dustin Brown         | 6:1, 3:6, [10:3]    |